# Speyeri dóm
A speyeri dóm a Speyeri egyházmegye székesegyháza, a román építészeti stílus egyik legimpozánsabb németországi képviselője. Az európai építészet fordulópontjának és a középkori építészet egyik csúcsteljesítményének is tekintik. A mainzi és a wormsi katedrálisok mellett egyike a rajnavidéki úgynevezett császári katedrálisoknak. A legnagyobb fennmaradt románkori épület a részben romokban álló Cluny-i apátsággal együtt.

## Története
A dómot II. Konrád német-római császár alapította 1030-ban azzal a céllal, hogy ez legyen a nyugati világ legnagyobb temploma. A munkák befejezését azonban sem ő, sem fia, III. Henrik német-római császár nem érte meg. Végül is a felszentelés az unoka, IV. Henrik német-római császár idejében, 1061-ben történt.
Szűk 20 évvel később IV. Henrik félig lebontatta a dómot, hogy még nagyobbra építtesse: a nyugati részen levették a tetőt, és az épületet öt méterrel megmagasították. A keleti részen a dómot egészen az alapokig lebontották és nyolc méteres erős új alapozást készítettek. A csúcsíves keleti torony a burgundi román stílus jegyeit mutatja. IV. Henrik halálának évében (1106) az új dóm elkészült, és korának legnagyobb építménye volt.

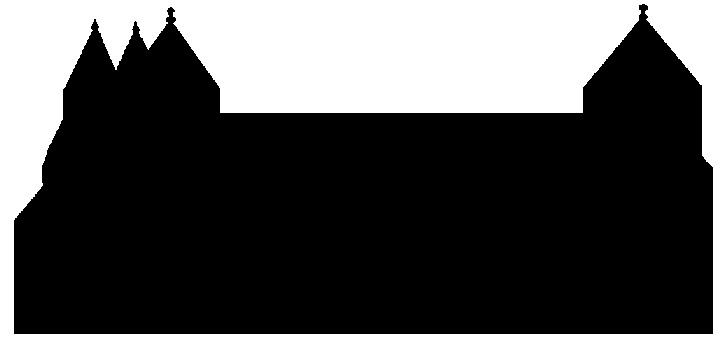
1061
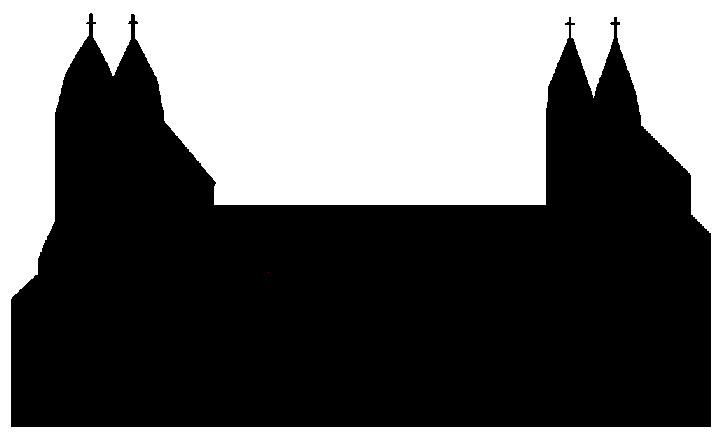
1135

Speyernek akkoriban körülbelül 500 lakosa volt. IV. Henrik tisztán hatalmi okokból építtetett egy ilyen hatalmas dómot a parányi városkába. A német-római császárok nemcsak világi, hanem egyházi hatalmat is követeltek maguknak. Az ebből származó politikai konfliktus a pápával a IV. Henrik és VII. Gergely pápa közötti invesztitúraharc idején tetőzött. A speyeri dóm mérete és pompája a császár hatalmi igényeit hivatott alátámasztani.

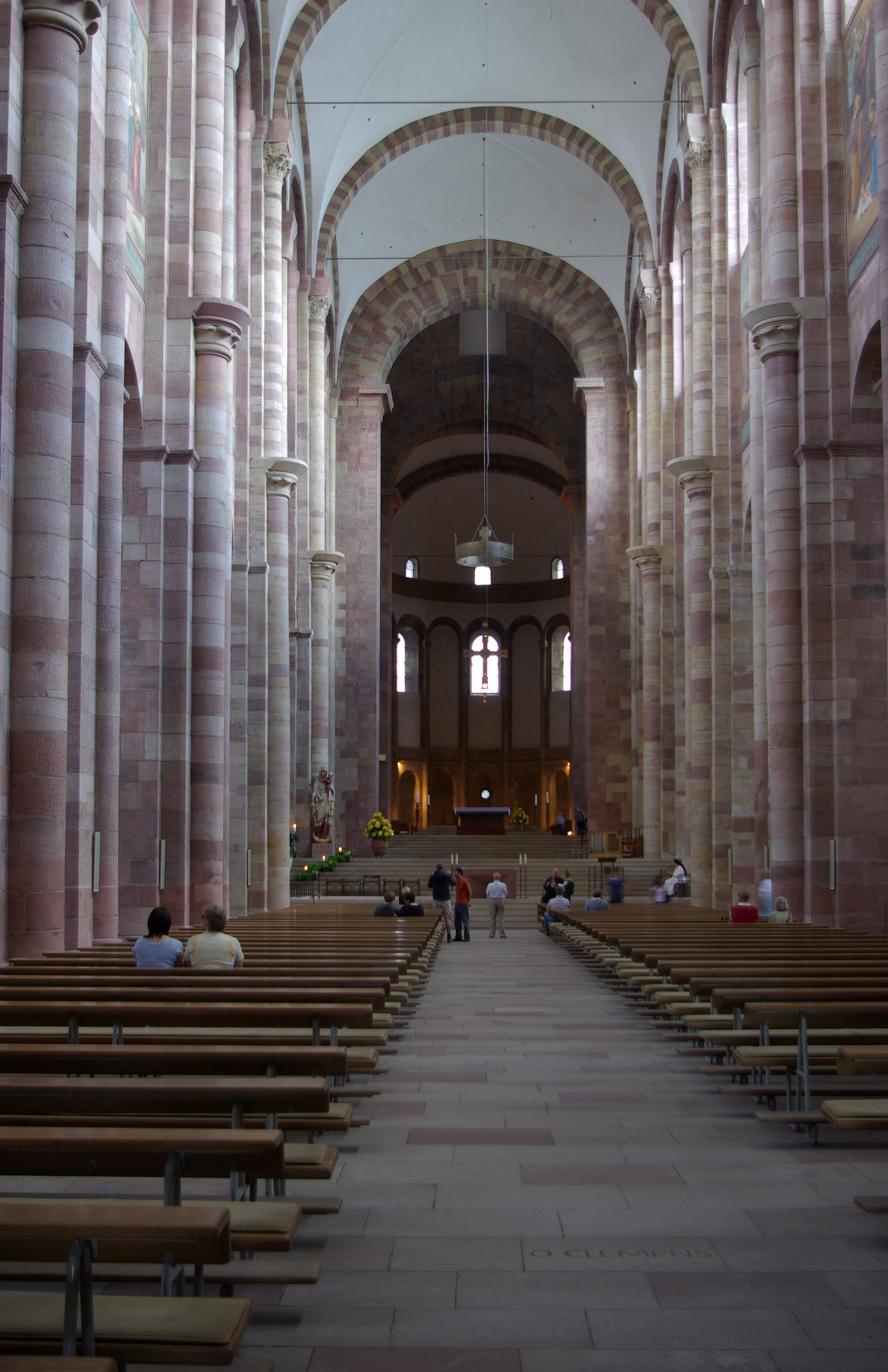
A főhajó

1689-ben, a pfalzi örökösödési háború idején, a speyeri polgárok bútoraikat és háztartási felszereléseiket a dómba vitték, hogy a francia csapatok gyújtogatásai elől biztonságban legyenek. A remény azonban megcsalta a polgárokat: a katonák betörtek a templomba és felgyújtották a felhalmozott bútorokat. A nagy forróságtól a nyugati szárny boltíve beomlott. A keleti szárny viszont ellenállt a lángoknak. A katonák a császári sírok egy részét is feltörték és kirabolták.

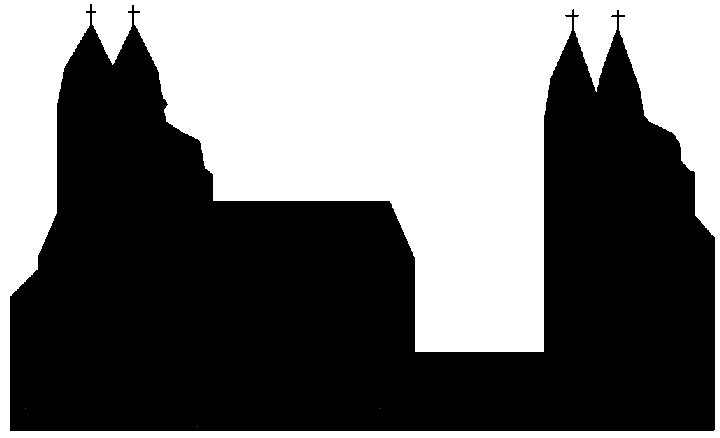
1754
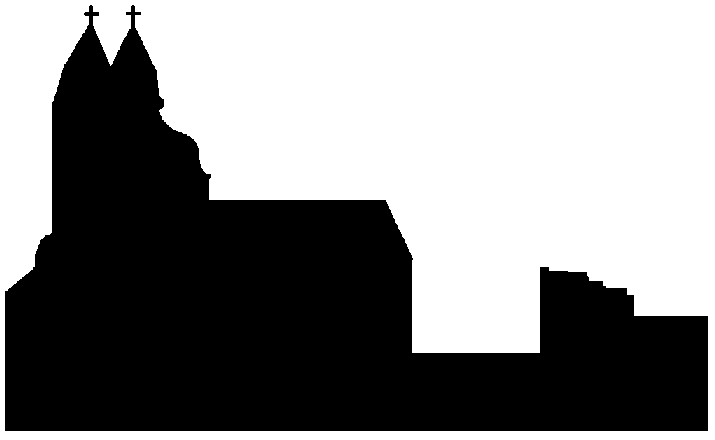
1756

A 18. század második felében lett pénz ismét a dóm nyugati felének újjáépítésére. A kaput barokk stílusban építették újjá.
A francia forradalom alatt a dóm ismét a politika színhelyévé vált: a nép a dómban garázdálkodva széttörte az összes oltárt. 1806-ban úgy tervezték, hogy a dómot lebontják és építőanyagként hasznosítják, de ezt Joseph Ludwig Colmar mainzi püspök megakadályozta. A napóleoni háborúk idején a francia csapatok istállónak, illetve takarmány- és anyagraktárnak használták a dómot.
Napóleon bukása után a dómot újraszentelték és restaurálták. 1818 óta püspöki székesegyházként működik. 1846-53 között I. Lajos bajor király megbízásából Johann von Schraudolph készítette a freskókat nazarénus stílusban.
A 20. század fordulójára az ízlés megváltozott. 1916-ban úgy tartották, hogy a festés a legnagyobb csapás, ami a dómot története során érte.

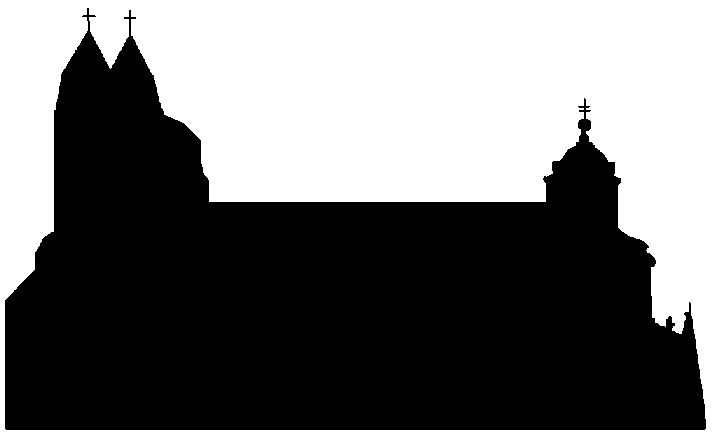
1854
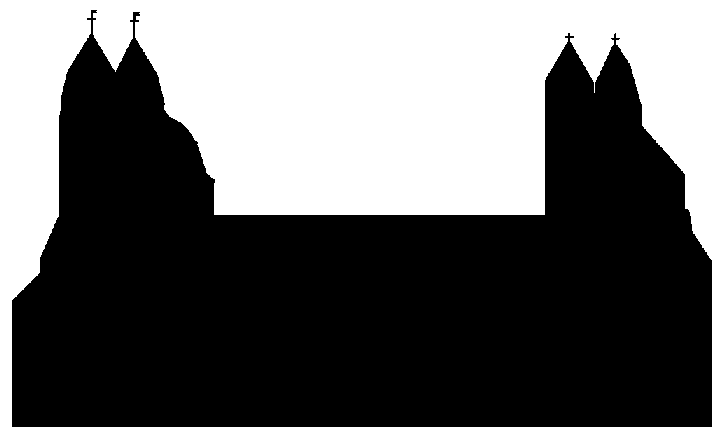
1967

A 20. század közepén az épületet egy addig nem látott formában újra "románosították". Az 1960-as években a jó állapotban levő festést 19 négyzetméternyi freskó kivételével eltávolították. A törékennyé vált homokkő részeket cementtel erősítették meg. Az épület több részletét ismét román stílusuvá alakították. A dóm a történelmi városmaggal együtt sértetlenül vészelte át a második világháborút, a település ellen indított csekély számú bombatámadás a vasút megbénítására korlátozódott.
1996-tól a dómot teljesen felújítják. A munka várhatóan 2015-ig tart és 26 millió euróba fog kerülni; a finanszírozásra egy alapítványt hoztak létre. A Scraudolph-féle freskókat jelenleg szanálják, és a dóm császári termében lesznek kiállítva.

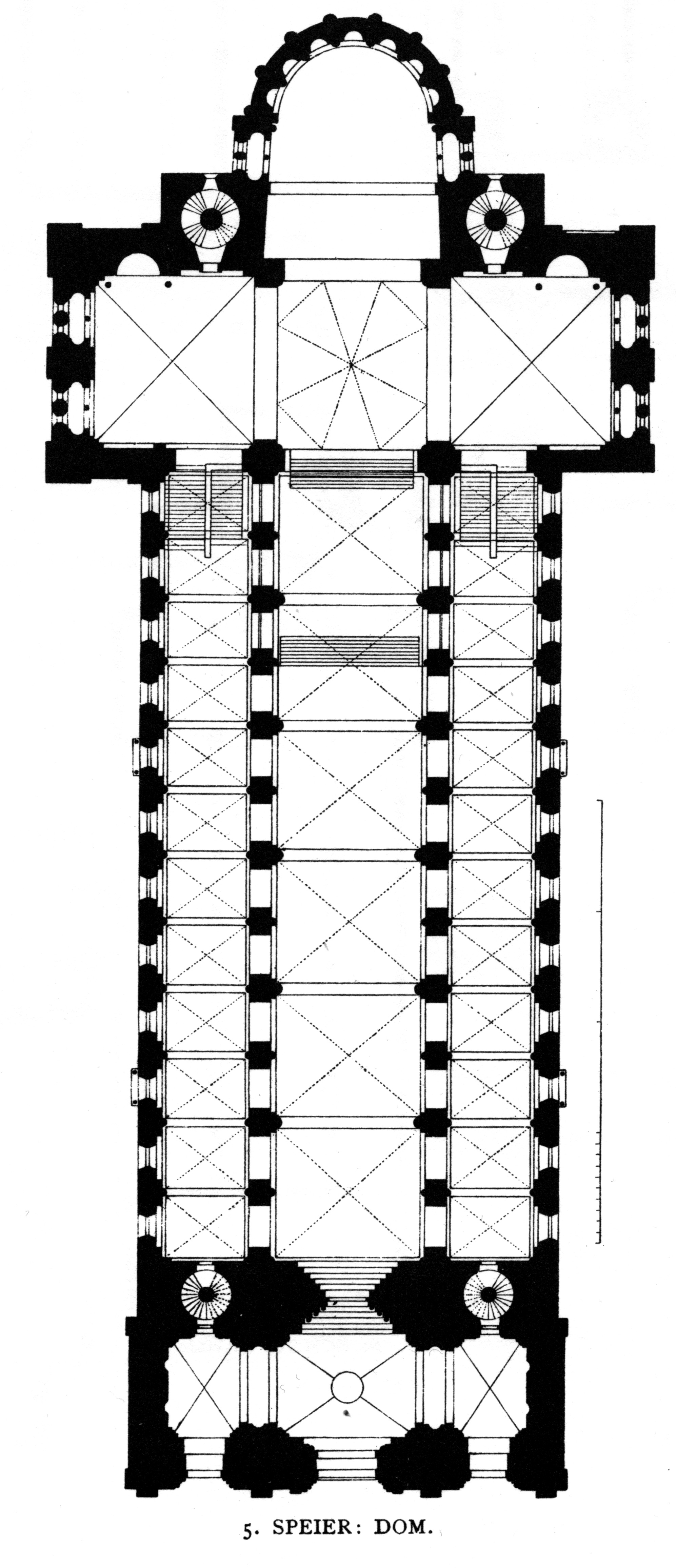
Alaprajz

## Műszaki adatok
- Teljes hossza: 134 m
- Kereszthajó hossza: 73 m
- Kereszthajó szélessége: 37,62 m
- Középhajó hossza: 33 m
- Középhajó szélessége: 15 m
- A főhajó magassága: 33 m
- Keleti tornyok magassága: 71,20 m
- Nyugati tornyok magassága: 65,60 m
- Teljes területe: 4470 m²

## Afra-kápolna
A későbbi V. Henrik augsburgi Szent Afra napján született, ezért külön kápolnát szenteltek a korai keresztény vértanúnak. Szent Afráról kevés biztos adat áll rendelkezésre. Miután apját megölték, anyjával együtt vándorútra keltek. Augsburgban Afra Vénusz-papnőként prostitúcióra adta magát. Egy keresztényüldözés során Narcissus püspök az ő házukban talált menedéket és a nőket megismertette a keresztény hittel. Afra megtért és a püspök megkeresztelte; az új hite miatt tűzhalálra ítélték.

## Katalin-kápolna
A Katalin-kápolna III. Henrik egyik lányának a születésnapjára emlékeztet, amely Alexandriai Szent Katalin ünnepére esett (november 25.). A keresztény hagyomány szerint Szent Katalin fiatal és intelligens szépség, aki a szüzességnek szentelte magát.

## Nyugati homlokzat

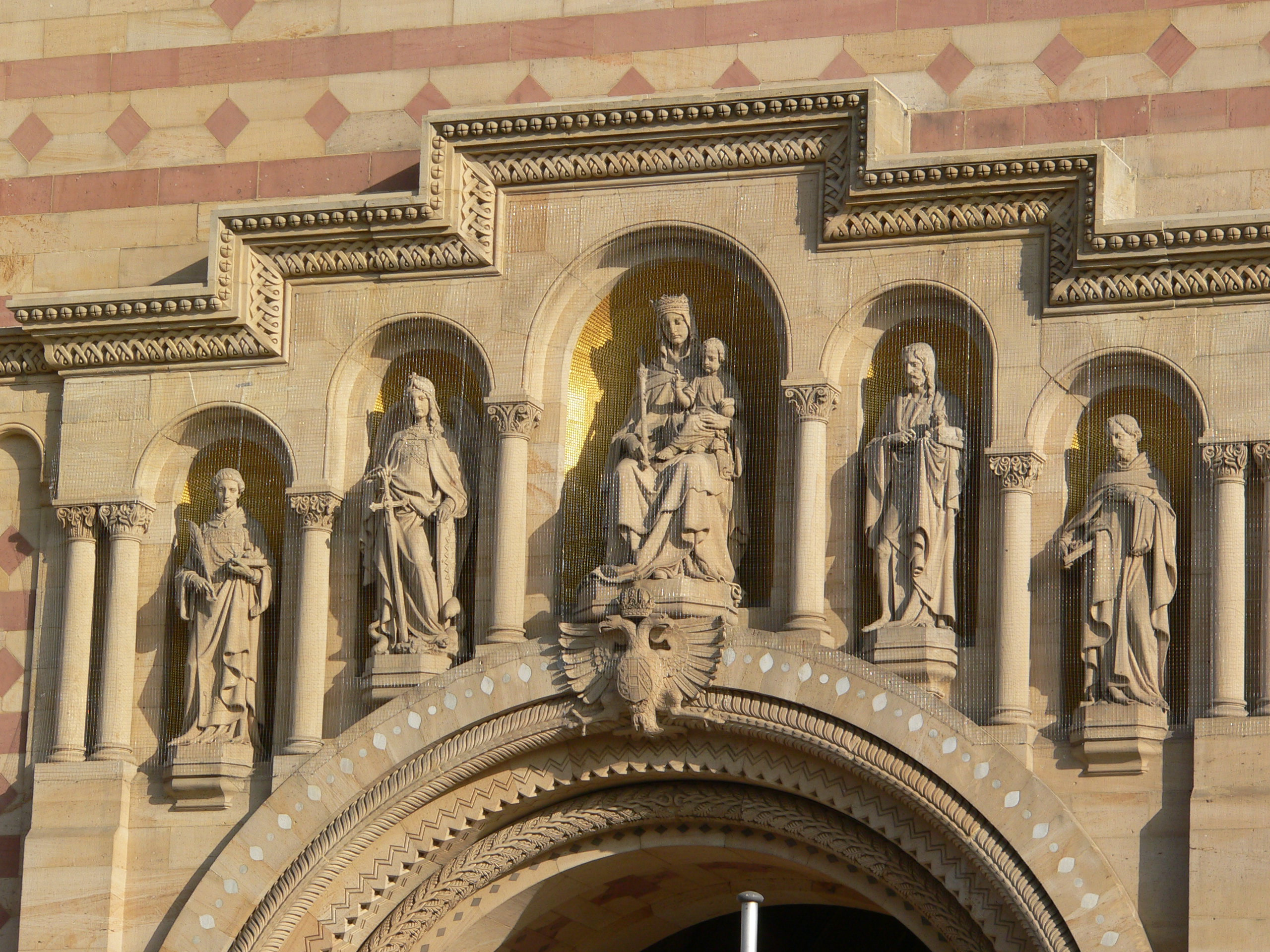
A dóm védelmezője

A piros és fehér kövek váltakozását már a római korban is használták, de csak belső díszítésre. A nyugati homlokzaton a ezt a fajta díszítést Hübsch építész vezette be a dóm átalakításakor. A nyugati oldal gazdagon díszített. A közepe körül található a kerek ablak, középen Krisztus alakjával, a négy sarokban pedig a négy evangélista szimbólumaival. A nyugati bejárat felett a dóm védelmezőit lehet látni:
Szűz Mária
Mihály arkangyal
Keresztelő Szent János
Szent István vértanú
Clairvaux-i Szent Bernát

## Itt vannak eltemetve
- II. Konrád német-római császár († 1039) és felesége, Sváb Gizella († 1043)
- III. Henrik német-római császár († 1056)
- IV. Henrik német-római császár († 1106), és felesége, Savoyai Berta († 1087)
- V. Henrik német-római császár († 1125)
- Burgundiai Beatrix német-római császárné, (Barbarossa Frigyes felesége) († 1184), és Ágnes nevű lánya
- Sváb Fülöp német király († 1208)
- Habsburg Rudolf német király († 1291)
- Adolf német király  († 1298)
- I. Albert német király  († 1308)